# Fasskreisbogen

Skizze zum Fasskreisbogenpaar

Der Fasskreisbogen ist ein Begriff aus der Geometrie. Man bezeichnet damit einen Kreisbogen über einer Strecke, von dem aus diese Strecke immer unter demselben Winkel erscheint. Da sich auf jeder Seite der gegebenen Strecke ein solcher Kreisbogen befindet, spricht man vom Fasskreisbogenpaar. 

## Definition und Anwendung
Der Fasskreisbogen kann auch als geometrischer Ort (Menge) aller Punkte angesehen werden, von denen aus man eine 
Sehne des Kreises immer unter demselben Winkel sieht. Dieser besondere Winkel wird auch Umfangswinkel genannt.
Ein Spezialfall des Fasskreisbogens ist der Thales-Halbkreis. Bei diesem misst jeder Umfangswinkel 90°, und die Sehne ist der Durchmesser des Kreises.
Der Fasskreisbogen hilft beim Beweis einer Reihe von geometrischen Sätzen. Beispielsweise kann folgende Aussage gut mit dem Fasskreisbogen bewiesen werden: 
In einem Dreieck schneiden sich die Mittelsenkrechte einer Seite und die Winkelhalbierende des Gegenwinkels der Seite auf dem Umkreis (Südpolsatz).
Die Begriffe Fasskreisbogen und Fasskreis werden synonym gebraucht. 
Siehe auch: Kreiswinkel

## Konstruktion

Fasskreisbogen - Konstruktionsbeginn mt Sehne. Die einzelnen Schritte sind durchnummeriert.

### Beispiel 1
1. Zeichne Sehne (AB),
2. Lege in einem Sehnenendpunkt (zum Beispiel hier bei A) den gewünschten Fasswinkel ({\displaystyle \gamma }) an.
3. Errichte im Scheitel (bei A) das Lot auf dem Winkelschenkel.
4. Konstruiere die Mittelsenkrechte von (AB).

Der Schnittpunkt von Mittelsenkrechte und Lot ergibt den gesuchten Fasskreismittelpunkt (M) (siehe Bild).

### Beispiel 2
1. Zeichne Sehne (AB),
2. Subtrahiere den Umfangswinkel ({\displaystyle \gamma }) von 90° (bei stumpfem Winkel: Subtrahiere vom Umfangswinkel 90°) und trage diesen Winkel an A und B an.
3. Der Schnittpunkt der beiden freien Schenkel ist der Umkreismittelpunkt.

### Beispiel 3

Fasskreisbogen - Konstruktionbeginn mit den Umfangswinkel

1. Zeichne einen (Umfangs)winkel ({\displaystyle \gamma }) mit Spitze C
2. Wähle einen Punkt A auf einem Schenkel und zeichne einen Kreis mit Radius |AB| um A, dieser schneidet den anderen Schenkel in B.
3. Errichte die Mittelsenkrechten auf AB und AC, diese schneiden sich im Mittelpunkt des Fasskreises.